# Erythroxylum shatona
Erythroxylum shatona là một loài thực vật có hoa trong họ Erythroxylaceae. Loài này được J.F.Macbr. mô tả khoa học đầu tiên năm 1934.